# (5880) 1992 MA
1992 أم أي (ويعرف أيضًا باسم (5880) 1992 أم أي وفق تسمية الكوكب الصغير) (بالإنجليزية: 1992 MA)‏ هو كويكب ضمن حزام الكويكبات؛ وترتيبه 5880 من حيث الاكتشاف.
اكتُشف هذا الجُرم الفلكي بواسطة هيروشي كانيدا في 22 يونيو 1992.

## وصلات خارجية
- (5880) 1992 MA في قاعدة بيانات مختبر الدفع النفاث لأجرام النظام الشمسي الصغيرة

- الاكتشاف · مخطط المدار ·  العناصر المدارية · المعلمات المادية

- (5880) 1992 MA على موقع ويكي سكاي: DSS2, SDSS, GALEX, IRAS, Hydrogen α, X-Ray, Astrophoto, Sky Map, Articles and images